# Hiroshi Saeki
Hiroshi Saeki, född 26 maj 1936 i Hiroshima prefektur Japan, död okänt datum 2010 var en japansk fotbollsspelare.